# Schüchtern (Band)
Schüchtern ist eine deutschsprachige Indie-Rock-Band aus Mainz.

## Geschichte
Gegründet wurde das Trio im Jahr 2014 in Mainz, nachdem sich die Folkrock-Band April Moon, bei der die drei Musiker zuvor gemeinsam gespielt hatten, aufgelöst hatte. Bassist Sebastian Ritter übernahm auch den Gesangspart für die von ihm geschriebenen Songs. Da er noch keine Erfahrung als Frontmann mitbrachte, wurde „Schüchtern“ kurzerhand zum augenzwinkernden Konzept und auch zum Namen der Band gemacht, für den Fall, dass es bei den ersten Auftritten zu unvorhergesehenen Pannen bei der Gesangsdarbietung oder Moderation kommen sollte – was aber nicht der Fall war.
Nach ersten erfolgversprechenden Testkonzerten im Proberaum folgten Auftritte beim SWR in Mainz sowie relativ bald auch sowohl in regionalen Clubs als auch auf größeren Veranstaltungen wie dem Vogel der Nacht-Festival in Bensheim und den Mainzer Sommerlichtern.
2017 erschien bei Kreakustik Records das Debüt-Album Wir sind Schüchtern, das in 13 Titeln den Stil der Band schon recht deutlich repräsentierte. Humorvolle, teils ironische deutschsprachige Texte mit einem gewissen Biss – die Band selbst bezeichnete ihre Musik damals als eine Mischung aus dem frühen Reinhard Mey und Metallica, eine „Chili-Schote im Schoko-Fondue“.
In der Fachpresse wurden insbesondere nach Erscheinen des zweiten Albums Luft nach unten (2020) Parallelen zu Die Ärzte gezogen, der Sound wurde insgesamt rockiger. Mit dem Video zu Folk Rock Song schaffte die Band einen Achtungserfolg zu Corona-Zeiten, mehr als 100 befreundete Künstler, darunter die Comedians Tobias Mann, Ausbilder Schmidt, Markus Barth und das Musik-Duo Suchtpotenzial nahmen an der Produktion zur Video-Collage teil.
Nur knapp ein Jahr später erschien das dritte Album B-Seitigung (Alles kommt raus), eine Mischung von neuem Material und älteren Titeln, die noch nicht auf einem Album veröffentlicht worden waren.
2022 veröffentlichte die Band den Song 64K, eine Hommage an durchgezockte Nächte vor dem Commodore 64, dem populärsten Heimcomputer in den 80er-Jahren. Die große Resonanz der Retro-Szene auf diesen Titel führte dazu, dass die Band seit 2023 regelmäßig auf Retro-Gaming-Messen auftritt und dort Teile ihres Programms präsentiert.
2023 begannen die Arbeiten zum vierten Studioalbum, die Veröffentlichung ist für den Herbst 2024 geplant.

## Stil
Der Stil der Band wird als „erweiterter Trio-Rock“ beschrieben, die Einflüsse reichen von Punk-Rock und Metal über Neue Deutsche Welle bis hin zu Popmusik und Singer-Songwriter. Die Texte der Band behandeln gesellschafts- und medienkritische Themen ebenso wie Alltagsgeschichten, in den meisten Fällen verpackt in eine augenzwinkernde, teils ironische Form.

## Diskografie

### Studioalben
- 2017: Wir sind Schüchtern (Kreakustik Records)
- 2020: Luft nach unten (Kreakustik Records)
- 2021: B-Seitigung (Alles kommt raus) (Kreakustik Records)